# Mączka rybna

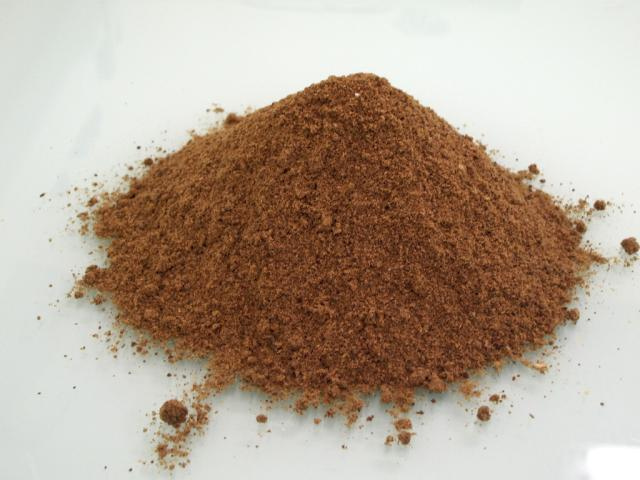
Mączka rybna

Mączka rybna – produkt przemysłu paszowego otrzymywany ze sproszkowania odpadków powstających w przetwórstwie ryb. Surowcem są całe ryby nienadające się do przerobu oraz odpadki powstałe przy wydobywaniu tłuszczu z niektórych ryb. W toku dalszej produkcji do koagulatu tłuszczowo-białkowego dodawany jest przeciwutleniacz chroniący przed utlenianiem tłuszczu.

## Skład
mączki tłuste (mączka z całych ryb) 12% tłuszczu, 48% białka, 29% popiołu,
mączki chude (mączka z odpadków rybnych) 2% tłuszczu, 53% białka, 33% popiołu,
Mączkę rybną cechuje wysoka zawartość białka, fosforanu wapnia. Zawiera witaminy A i D. Zawartość soli do 4% większe dawki powodują zatrucia.

## Zastosowanie
- mączka rybna wykorzystywana jest jako komponent paszowy w żywieniu prosiąt, kurcząt i kur nieśnych[1].